# Лемланд
Лемланд (швед. Lemland, фин. Lemland) — община на Аландских островах, Финляндия. Общая площадь территории — 965,31 км², из которых 852,23 км² — вода.

## Население
На 31 января 2011 года в общине Лемланд проживали 1822 человека: 946 мужчин и 876 женщин. По данным на 31 января 2012 года население составляло 1849 человек. По данным на 31 декабря 2021 года население составляет 2133 человек.
Финский язык является родным для 4,24 % жителей, шведский — для 93,61 %. Прочие языки являются родными для 2,15 % жителей общины.
Возрастной состав населения:
- до 14 лет — 20,53 %
- от 15 до 64 лет — 64,32 %
- от 65 лет — 14,71 %

Динамика численности населения:
| Год  | Численность |
| ---- | ----------- |
| 1980 | 954         |
| 1990 | 1269        |
| 2000 | 1585        |
| 2010 | 1814        |
| 2011 | 1822        |
| 2021 | 2133        |